# 各国スポーツ団体国際会議
各国スポーツ団体国際会議（かっこくスポーツだんたいこくさいかいぎ、英:International Assembly of National Organizations of Sport、略称:IANOS）とは、各国のスポーツ統轄団体間の理解を深めるために、1979年にイギリスのエジンバラ公フィリップを初代議長として設立された国際協力機関である。1981年から2年に1度総会を開いており、1985年には、第3回総会が日本の神戸で開催された。活動が停滞していたことから、2009年に国際スポーツ・フォア・オール協議会 (TAFISA) に吸収合併された。